# 富士通ITマネジメントパートナー
富士通ITマネジメントパートナー株式会社(英名：Fujitsu IT Management Partner Co. Ltd.)は、かつて存在した大阪府大阪市北区に本社を置く富士通系のシステムインテグレーターである。
かつてはパナソニックグループの一員として、パナソニックグループ各社のシステム開発・運用や一般企業向けのパッケージ開発などを手がけていたが、2014年に富士通グループへ移行した。

## 沿革
- 1990年（平成2年）4月 - 松下電器産業（現・パナソニック）子会社として、大阪府大阪市中央区に松下システムソフト株式会社を設立。
- 1994年（平成6年）6月 - 東京地区業務開始。
- 1998年（平成10年）2月 - 東京事務所を東京支社に改称。
- 2007年（平成19年）1月 - 大阪府門真市に西門真オフィスを開設。
- 2008年（平成20年）
  - 6月 - 首都圏拠点を東京都品川区から神奈川県横浜市都筑区に移転。
  - 7月 - 本社を大阪府大阪市中央区（松下IMPビル）から大阪府門真市に移転。
  - 10月 - パナソニックITソリューションズ株式会社に社名変更。
- 2010年（平成22年）4月 - パナソニック ビジネスシステムズ株式会社を合併。
- 2014年（平成26年）
  - 7月 - 富士通へ資本が移動し、富士通ITマネジメントパートナー株式会社に社名変更[2][3]。同時に平松敏郎が社長に就任。
  - 8月 - 本社を大阪府大阪市北区（OAPタワー）に移転。
- 2017年（平成29年）4月 - 堀暁が社長に就任。
- 2024年（令和6年）4月 - 富士通株式会社に吸収合併され解散。

## 拠点
- 本社 - 大阪府大阪市北区天満橋一丁目8番30号（OAPタワー30階）
- 横浜佐江戸オフィス - 神奈川県横浜市都筑区佐江戸町600番地 S2棟2階
- 群馬オフィス - 群馬県邑楽郡大泉町坂田1丁目1番1号